# Bandera de Orcadas
La nueva bandera oficial de las Orcadas fue la ganadora de una consulta popular en febrero y marzo de 2007, en la que fue la favorita de una corta lista de 5, que habían sido aprobadas por el Tribunal de Lord Lyon. El diseño escogido fue el de Duncan Tullock de Birsay, con el 53 % de los encuestados a favor.
Los colores rojo y amarillo forman parte de los escudos de armas reales escocés y noruego, un león rampante en oro sobre fondo de gules en el caso noruego y a la inversa en el escocés. La bandera simboliza la herencia escocesa y noruega en las islas. El azul se ha tomado de la bandera de Escocia y también representa el mar y el patrimonio marítimo de las islas.
La nueva bandera se parece a las banderas de Noruega (cambiando el blanco por el amarillo) y Åland (colores invertidos).

## Antigua bandera de las Islas Orcadas

Antigua bandera de las Orcadas.

El anterior pabellón no oficial de las Islas Orcadas se creó a mediados de 1990 y se atribuyó a San Magnus. Presenta una cruz nórdica roja sobre campo amarillo. San Magnus (Magnus Erlendsson) fue conde de las Orcadas de 1108 a 1117. Sin embargo, no hay nada que lo conecte con la cruz roja sobre amarillo, que es una atribución de nuestros días. Esta bandera no tiene estatus oficial, después de haber sido rechazada por Lord Lyon, la autoridad heráldica de Escocia, debido a la similitud con las armas del Ulster.

## Galería

Bandera de Noruega
Bandera de Escocia
Bandera de Åland
Bandera de Shetland
Escudo de armas de Escocia
Escudo de Noruega